# Poti
Poti (gruzínsky ფოთი) je gruzínské přístavní město nacházející se na břehu Černého moře v deltě řeky Rioni v regionu Samegrelo-Honí Svanetie. Město bylo zbudováno poblíž rozvalin starověkého řeckého města Fasis. Dnešní Poti se navzdory dobré poloze stalo významným městem a průmyslovým centrem až v průběhu 20. století. Je sídlem gruzínského námořnictva a kotví zde námořní válečné lodě. V roce 2014 v něm žilo 41 465 obyvatel.

## Poloha a okolí města

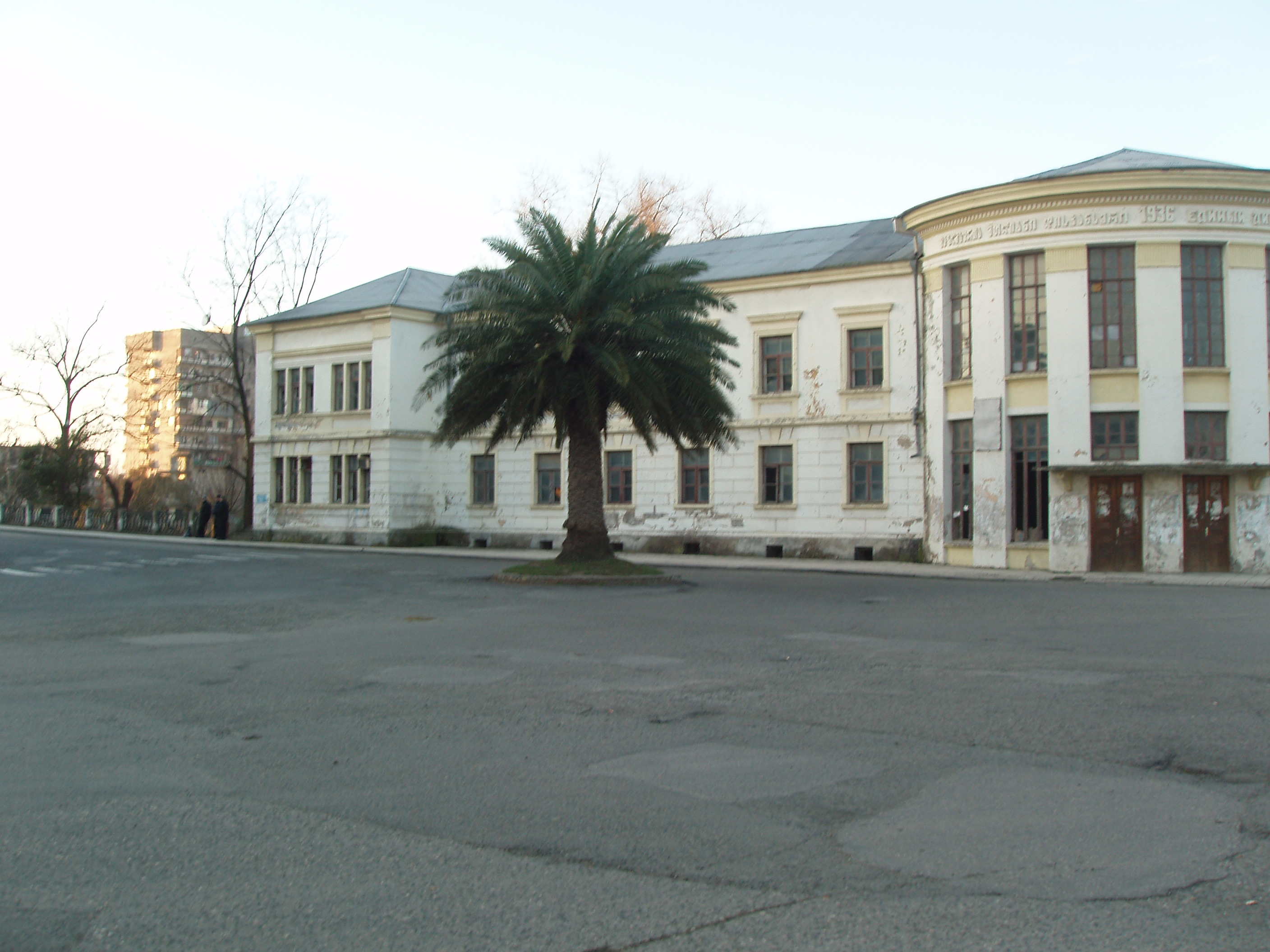
Poti

Město Poti se nachází na břehu Černého moře 312 km od hlavního města Tbilisi v bažinaté deltě řeky Rioni. Nejvyšší bod města leží v nadmořské výšce pouhé dva metry nad mořem. Okolí města bylo zčásti odbahněno a byly zde zřízeny citrusové sady. Dále od města pak byl zřízen Národní park Kolcheti. Nedaleko se rozkládá jezero Paleostomi s rozlohou až 17 km². Pět kilometrů jižně od Poti se nachází letní středisko Maltakva. Podnebí je vlhké subtropické.

## Historie města

### Starověk a středověk
Město Poti a jeho okolí má velmi dlouhou historii, jeho vznik se datuje až do počátku 6. století př. n. l., když byla oblast východního Černého moře kolonizována Řeky z Milétu, kteří založili polis Fasis. Jeho pozůstatky jsou však dnes již zaplaveny vodou z nedalekého jezera Paleostomi, které s městem podle Strabóna sousedilo, nebo řekou Rioni. Určit přesnou polohu Fasisu je však velmi obtížné kvůli příliš rychlému postupu geomorfologických procesů v této oblasti. Město Fasis bylo v průběhu klasického období důležitým obchodním a kulturním centrem Kolchidy, protože bylo, jak se zmínil ve svých publikacích Strabón a Plinius starší, napojeno na stezku vedoucí do Indie. Během 6. - 2. století př. n. l. město skutečně kontakty s Indií mělo.
Během válek Římamů vedených Lucullem, v závěru pak Pompeiem s Mithridatem Pontským, přešlo město do římských rukou. Po příchodu křesťanství na území dnešní Gruzie ve 4. století se Fasis stalo sídelním městem biskupa kolchidské diecéze. Během tzv. Lazských válek mezi Byzancí a Sasánovci (541-562) bylo město neúspěšně obléháno perskou armádou.

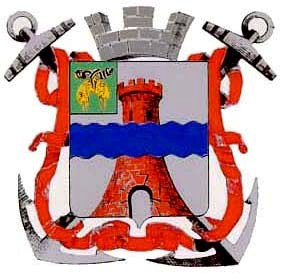
Starý městský znak

V 8. století se v gruzínských kronikách poprvé objevuje název Poti. V této době si město stále drželo pozici významného přímořského centra obchodu Gruzínského království a dokonce i Evropané znali toto město (pod jménem Fasso). Obchodníci z Janova se ve 14. století pokusili založit v Poti vlastní pobočku nebo manufakturu, ale tento záměr se nesetkal s úspěchem.

### Novodobá historie
V roce 1578 bylo Poti dobyto Osmanskými Turky. Ti město přejmenovali na Faş, vybudovali zde těžké opevnění a zřídili trh s otroky. V roce 1640 se spojeným armádám gruzínských knížat podařilo dobýt Poti od Turků zpět, ale v roce 1723 o něj Gruzínci přišli znovu. Další pokusy o vysvobození Poti z tureckých rukou se uskutečnily v roce 1770 a 1771, ale i přes pomoc od Rusů byly oba neúspěšné. Když začali Rusové po roce 1800 rozšiřovat své Ruské impérium směrem na Kavkaz, pokusili se i o ovládnutí Poti a v roce 1809 se jim to s pomocí gruzínských dobrovolníků podařilo. V roce 1812 se ale Poti vrátilo zpět Osmanské říši na základě mírové dohody z Bukurešti. Během následujících Rusko-tureckých válek si ale Rusko vzalo Poti zpět a v roce 1858 bylo začleněno do kutaiské gubernie a byla mu udělena privilegia přístavního města. V roce 1863 byla zahájena výstavba moderního přístavu a v roce 1872 byla dobudována železnice spojující Tbilisi a Černé moře s konečnou stanicí v Poti.

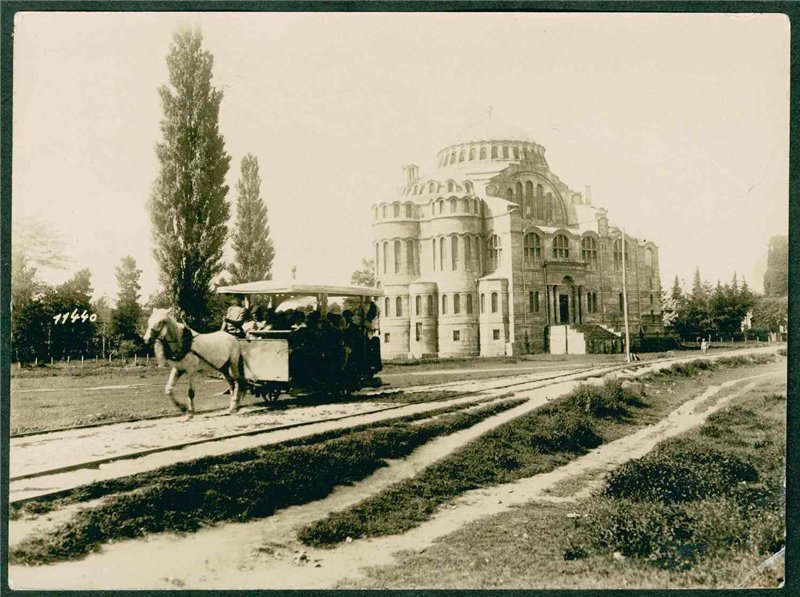
Koněspřežná železnice a Katedrála v Poti na pozadí (1906)

Poti se začalo značně rozrůstat jak co do velikosti, tak do významu, když stál v letech 1894 - 1912 v čele města starosta Niko Nikoladze, který je považován za zakladatele moderního Poti. Dal zbudovat místní divadlo, katedrálu, dvě gymnázia, elektrárnu, rafinérii a kolem roku 1907 bylo konečně dokončeno několikrát přerušené budování přístavu. Od roku 1900 bylo Poti jedním z nejvýznamnějších černomořských přístavů. Během Ruské revoluce 1905 došlo ve městě k stávkovým pohotovostem a v ulicích vyrostly barikády. Když získala Gruzie na léta 1917 - 1921 nezávislost, stalo se Poti přístavem otevírajícím se Evropě (Byl umožněn přístup německým a britským expedičním jednotkám). 28. května 1918 zde byla uzavřena smlouva z Poti mezi Gruzií a Německem, které tímto nezávislost Gruzie jako první stát na světě uznalo. 14. března 1921 padlo Poti do rukou bolševiků během invaze Rudé armády do Gruzie. Během sovětské éry bylo město ještě dále industrializováno a militarizováno.
Když Gruzie získala opět v roce 1990 nezávislost, upadla záhy do občanské války a Poti bylo v roce 1993 obsazeno povstalci vedenými svrženým prvním gruzínským prezidentem Zviadem Gamsachurdiou. Poti, na jehož činnosti byla závislá Arménie, Ázerbájdžán a své zájmy zde mělo i Rusko, bylo brzy ruskou armádou z rukou povstalců vysvobozeno.
V srpnu 2008 vypukla válka v Jižní Osetii a vojenský i civilní přístav byly napadeny ruskými bombardéry, potopeno několik gruzínských vojenských lodí a přístav obsazen ruskými vojáky. 13. září 2008 se Rusové z kontrolních bodů před městem stáhli.

## Přístav Poti

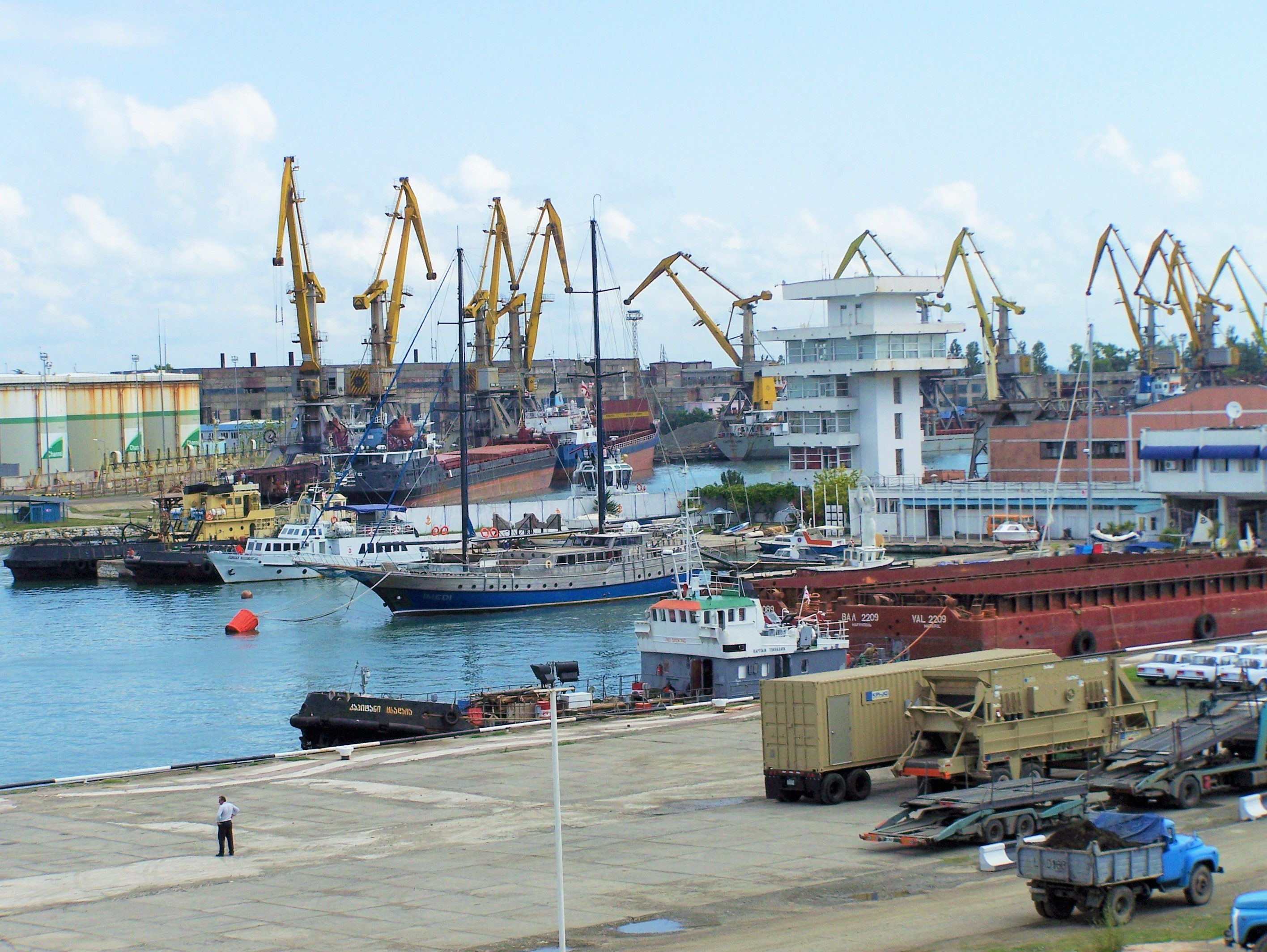
Přístav v Poti

Výstavba přístavu začala v roce 1863 a byla dokončena v roce 1907. Brzy se stal díky vybudované železnici do Tbilisi nejdůležitějším gruzínským přístavem a zastínil do té doby největší přístav východního černomoří Batumi. V dubnu 2008 byl 51% podíl akcií přístavu prodán investorům ze Spojených arabských emirátů, byla se souhlasem prezidenta Saakašviliho vytvořena tzv. Volná ekonomická zóna s platností na 49 let Současně byl otevřen nový přístavní terminál.
V červenci 1941 byla v Poti zřízena námořní základna. Když nacističtí Němci v roce 1942 obsadili sovětský přístav Sevastopol a Novorossijsk, byla sovětská černomořská flotila přemístěna do Poti a Batumi, odkud pak vedli sověti výpady na nacisty okupovaném území. Po Druhé sv. válce byly do Poti umístěny malé sovětské námořní jednotky černomořské flotily a zůstaly zde až do roku 1992. Toho roku byly teď už ruské námořní jednotky donuceny město vyklidit a jejich místo zaujmula nově vzniklé gruzínské námořnictvo. Kvůli občanské válce v Samegrelu vedené Zviadisty se Rusové dočasně na léta 1993 až 1998 do Poti vrátili.

## Partnerská města
- LaGrange, Georgia, USA
- Burgas, Bulharsko
- Larnaca, Kypr
- Aktau, Kazachstán (2005)